# Moviment per la Tolerància i el Progrés
El Moviment per la Tolerància i el Progrés (en francès: Mouvement pour la Tolérance et le Progrès, MTP) és un partit polític sankarista de Burkina Faso. Va ser fundat el setembre del 1987. És liderat per Nayabtigungu Congo Kaboré. Va guanyar el 0,3% del vot popular a les eleccions parlamentàries del 1997. El 2005 el partit va prendre part a les eleccions presidencials del 13 de novembre, on el seu candidat Nayabtigungu Congo Kaboré hi va guanyar el 0,32% del vot popular.